# Ульянов, Владимир Александрович (художник)
Влади́мир Алекса́ндрович Улья́нов (род. 30 октября 1933, Кострома, Ивановская Промышленная область, РСФСР, СССР — 9 февраля 2020) — советский и российский художник, народный художник Российской Федерации (2007).

## Биография
Родился 30 октября 1933 года в Костроме, вырос в Поволжье.
В 1954 году с отличием окончил Ярославское художественное училище.
С 1954 по 1967 годы преподавал в ярославской детской художественной школе № 1, создал серию портретов детей и подростков — «Юннатка» (1965), «Санька» (1970), «Наш сын» (1978).
С середины 1950-х годов — постоянный участник художественных выставок различного уровня, вплоть до международного, его картины представлены в музейных коллекциях различных городов России.
В 1958 году стал членом Союза художников СССР.
В 1994 году  стал создателем и руководителем Творческого объединения художников-станковистов «Изограф».
Владимир Александрович Ульянов умер 9 февраля 2020 года.

## Творческая деятельность
Талант художника наиболее ярко проявился в тематической картине.
Автор многих тематических, жанровых картин, в том числе: «В мастерской. Портрет художника Ю. Семенюка» (1974), «Тёплый вечер» (1979), одна из его самых известных жанровых работ — «Счастливо прожитые года» (1975) — рассказ о двух стариках, их размеренной жизни и традиционном укладе; «Хозяйка» (1969), «Бабье лето» (1976), «Портрет жены» (1979); натюрморты: «Рябинка» (1973), «Деревенский натюрморт» (1974), «С Днём Победы, сынок!» (1975) повествует о герое, не вернувшимся с войны и оставшимся навеки в памяти близких; пейзажные картины: «Русская мельница» (1976), «Небес голубые просторы» (1980), «Весенняя мелодия» (1981).

## Награды
- Медаль «В ознаменование 100-летия со дня рождения Владимира Ильича Ленина» (1970)
- Медаль «В память 850-летия Москвы» (1997)
- Народный художник Российской Федерации (2007)
- Заслуженный художник РСФСР (1979)
- Областная премия имени А. М. Опекушина (1993)